# Asociación de Guías Scouts Dominicanas
L'Asociación de Guías Scouts Dominicanas è  l'associazione del guidismo nella Repubblica Dominicana e conta 588 membri. Il guidismo nella Repubblica Dominicana fu fondato nel 1961 e l'organizzazione divenne un membro effettivo del WAGGGS nel 1969.
Il motto delle guide è Siempre Lista